# Victor Hugo Canelas
Víctor Hugo Canelas Zannier (Cochabamba, Bolivia, 9 de abril de 1954 - La Paz, Bolivia, 6 de noviembre de 2020) fue un psicólogo, filósofo y político boliviano que ocupó el alto cargo de Ministro de Gobierno de Bolivia desde el 3 de abril de 1997 hasta el 6 de agosto de 1997 durante el primer gobierno del presidente Gonzalo Sánchez de Lozada.

## Biografía
Víctor Hugo Canelas nació en la ciudad de Cochabamba el 9 de abril de 1954 y falleció en la ciudad de La Paz el 6 de noviembre del 2020. Realizó sus estudios colegiales en la ciudad de La Paz saliendo bachiller del Instituto Americano. Realizó sus estudios superiores en Rumania donde cursó las carreras de filosofía y psicología.
Durante su vida laboral, Víctor Hugo Canelas fue viceministro de agricultura y subsecretario de Defensa Social.

### Ministro de Gobierno de Bolivia (1997)
El 3 de abril de 1997, el presidente Gonzalo Sánchez de Lozada posesiona como nuevo ministro de Gobierno a Víctor Hugo Canelas, en reemplazo de Carlos Sánchez Berzain quien renunció a su cargo para participar en las elecciones nacionales de 1997 como candidato al cargo de diputado.
Canelas Zannier estuvo en el cargo ministerial ya durante los últimos 4 meses del primer gobierno de Sánchez de Lozada. Entregó el mando del ministerio al Guido Nayar. 
Su hijo Manuel Canelas Jaime, fue Ministro de Comunicación de Bolivia durante el tercer gobierno del presidente Evo Morales Ayma en el año 2019.